# Maria Paula Beck
Maria Paula Beck (Sursee, 6 mei 1861 - Menzingen, 12 juni 1908) was een Zwitserse onderwijzeres, maatschappelijk werkster en kloosterzuster.

## Biografie
Maria Paula Beck was een dochter van Franz Xaver Beck en een zus van Josef Beck en Theresia Beck. Ze studeerde Frans en behaalde een onderwijzersdiploma na studies in Zug, Schwyz en Luzern. Ze legde haar kloostergeloften af bij de congregatie van zusters van het Heilig Hart in Menzingen in 1887. Ze werd novice in 1894, assistente in 1898 en was overste van 1901 tot 1908.
In 1904 richtte ze in Fribourg de academie van het Heilig Hart op, die de weg vrijmaakte voor universitaire studies voor vrouwen. De academie stond onder controle van de Universiteit van Fribourg en ontving in het begin hoofdzakelijk geestelijke studenten. In 1909 werd de academie het eerste klassieke gymnasium voor meisjes in katholiek Zwitserland.
Ze vergrootte de pensionaten van de congregaties van Bulle, Lugano, Bellinzona, Sondrio en Rorschach. Tevens richtte ze diverse huishoudscholen op, alsook een normaalschool in Bulle en scholen in Chili (1901) en Zuid-Afrika (1903). In Murg, Rorschach, Arbon, Broc en Kriens richtte ze arbeiderstehuizen op. In Praag richtte ze dan weer het Ernestinum op, een tehuis voor kinderen met een mentale beperking.